# Thomas Torkler
Thomas Torkler (* 8. April 1956 in Iserlohn) ist ein deutscher Bildhauer.

## Lebenslauf

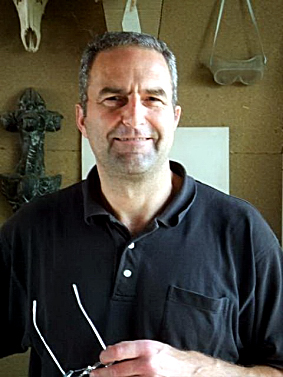
Thomas Torkler

Thomas Torkler studierte Architektur an der Rheinisch-Westfälischen Technischen Hochschule Aachen (RWTH Aachen) und von 1982 bis 1984 bei Ernst Kasper (Klasse Architektur) an der Kunstakademie Düsseldorf. 1986 erwarb er den Titel Dipl.-Ing. Architektur an der RWTH Aachen.
Seit demselben Jahr arbeitete er selbstständig als Bildhauer in Aachen. Zugleich war er von 1986 bis 1991 als Wissenschaftlicher Angestellter am Lehrstuhl für Plastik und im Bildhaueratelier der RWTH Aachen bei Elmar Hillebrand tätig. Von 1996 bis 2010 nahm er Lehraufträge für Plastisches Gestalten und Grundlagen des Entwerfens an der Fachhochschule Trier, Fachbereich Gestaltung (Architektur) wahr und lehrt seit 1999 als Dozent an der Akademie für Handwerksdesign auf Gut Rosenberg in Aachen, Lehrgebiet Plastisches Gestalten und Entwurf. Seit 2002 ist er Dozent an der Europäischen Kunstakademie in Trier.

## Werk
Torkler war verantwortlich für das Gesamtkonzept, die sakrale Ausstattung und die Farbgestaltung einer größeren Zahl von Kirchen, u. a.
- Heilig-Geist-Kirche in Bielefeld (künstlerische Ausgestaltung: Altar, Ambo, Priestersitz, Tabernakelstele, Altarkreuz, Taufbrunnen, Apostelkreuze, Ewiges Licht, Weihwasserschalen, Leuchterring und Konsole für Pietà, Hahn auf der Kirchturmspitze und Kreuz auf der Dachlaterne),
- Sankt Maria zum Frieden in Meppen-Esterfeld,
- Sankt Georg in Bad Pyrmont,
- Heilige Familie in Herne,
- St. Mariä Himmelfahrt (Köthen),
- Sankt Johannes in Lennestadt-Langenei,
- Sankt Nikolaus in Lennestadt-Grevenbrück,
- Altar und Aktionsraum für Religion und Kunst der Kirche St. Alfons Aachen

Er gestaltete ferner
- den Michael über dem Portal der Kirche Sankt Michael (Filialkirche von St. Gereon) am Brüsseler Platz in Köln,
- Zwei Figuren am Rathaus Köln, Plektrudis und Karl der Große.

Außerdem hat Torkler im öffentlichen Raum eine ganze Reihe kleinerer und größerer künstlerischer Arbeiten sehr unterschiedlicher Art geschaffen.